# Homalodisca vitripennis
Homalodisca vitripennis (anteriormente conocida como H. coagulata) es un insecto de la familia Cicadellidae, nativo del noreste de México.

## Descripción

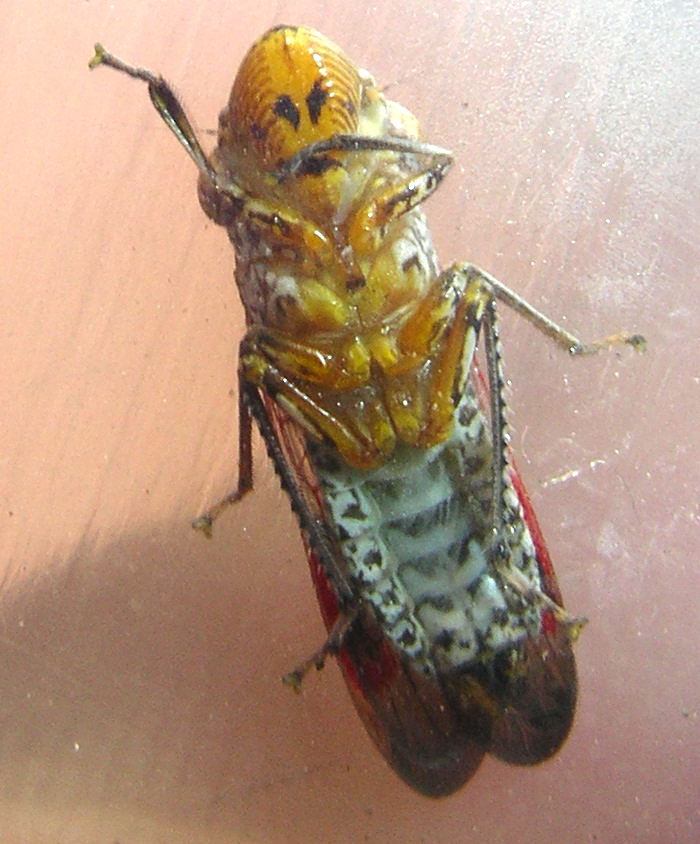
Parte inferior

Estas chicharritas miden unos 12 milímetros de longitud. Su color es marrón oscuro a negro con la parte inferior negra y amarilla, con ojos amarillos, y las partes superiores de la cabeza y la espalda están salpicadas de manchas marfil o amarillentas. Las alas son transparentes con venas rojizas.
Tienen piezas bucales perforantes y chupadoras y filas de finas espinas en las patas traseras.

## Distribución
Homalodisca vitripennis es nativo de América del Norte (noreste de México), pero se introdujo accidentalmente en el sur de California a principios de la década de 1990, probablemente con plantas ornamentales o agrícolas. Allí se ha convertido en una plaga agrícola sobre todo para la viticultura.

## Desarrollo
Las chicharritas suelen poner una masa de huevos en el envés de las hojas y los cubren con secreciones protectoras de color blanco polvoriento que se mantienen en forma seca (llamadas " brocosomas") en las alas. Después de que las ninfas eclosionan, la masa de huevos restante deja una marca marrón en la superficie de la hoja. Las ninfas se alimentan dentro del sistema vascular de los pequeños tallos de la planta donde se depositaron los huevos. Después de varias mudas, las ninfas se convierten en francotiradores de alas cristalinas adultas.
Alimentación
Se alimenta de una gran variedad de plantas. Las plantas anfitrionas de este francotirador incluyen más de 70 especies de plantas diferentes. Entre los hospederos se encuentran las uvas, los cítricos, los almendros, las frutas de hueso y las adelfas. Debido a la gran cantidad de anfitriones, las poblaciones pueden prosperar tanto en áreas agrícolas como urbanas. Se alimentan de una planta insertando sus piezas bucales en forma de aguja en el xilema de la planta. Mientras se alimentan, las chicharritas arrojan pequeñas gotas de desechos por el ano (líquido xilemático filtrado, básicamente agua con trazas de solutos, especialmente carbohidratos), a menudo llamado "lluvia de chicharritas". Estas gotitas ensucian y, cuando el agua se evapora, dejan un residuo que le da a las plantas y frutas una apariencia blanqueada.

## Importancia económica
Su método de alimentación, junto con su apetito voraz por tantos huéspedes diferentes, hace que sean un vector eficaz para la bacteria Xylella fastidiosa. Una vez que la chicharrita se alimenta de una planta infectada, X. fastidiosa la coloniza formando una biopelícula en sus piezas bucales. Luego transmite la enfermedad a plantas adicionales mientras se alimenta. Una planta que no se ve afectada por ninguna de las enfermedades causadas por X. fastidiosa se convierte en un reservorio, reteniendo la bacteria para que otras chicharritas la recojan y la lleven a otras plantas. X. fastidiosa está relacionada con muchas enfermedades de las plantas, incluida la enfermedad falsa del melocotón en el sur de los Estados Unidos, la quemadura de la hoja de adelfa y la enfermedad de Pierce en California, y la enfermedad X de los cítricos en Brasil

### Manejo
Los esfuerzos exitosos que utilizan el manejo integrado de plagas (MIP) de la chicharrita incluyen el uso de insecticidas, parasitoides (especialmente avispas de la familia Mymaridae) y el impacto de patógenos naturales como virus, bacterias y hongos.
Uno de los patógenos recién descubiertos es un virus específico de las chicharritas. Se ha demostrado que el virus que infecta a los cicadélidos, Homalodisca coagulata virus-1 (HoCV-1, Dicistroviridae ), aumenta la mortalidad de los cicadélidos. El virus se presenta en la naturaleza y se propaga con mayor facilidad a altas densidades de población a través del contacto entre individuos infectados, el contacto con superficies contaminadas con el virus y/o como un aerosol en los excrementos.
Uno de los esfuerzos de biocontrol más exitosos ha sido la cría masiva y la liberación de cuatro parasitoides diferentes de chicharritas (en el género Gonatocerus de mymarid ), que han tenido mucho éxito en la reducción de la cantidad de huevos que sobreviven.
Los medios tradicionales de manejo de insectos, como la exploración y los informes de propietarios de tierras sobre la presencia de chicharritas, seguidos de tratamientos con insecticidas altamente enfocados, también han sido de gran valor para reducir el número de chicharritas; todos estos impactos han producido un sistema en el que se mantiene un manejo razonable y ambientalmente racional de esta plaga de insectos.